# Башня-руина (Стрельна)
Башня-руина — памятник архитектуры, искусственная руина. Расположена в Стрельне, в юго-западной части Орловского парка. Входила в число построек возведённой в 1830-е годы усадьбы графа Алексея Орлова; проект дворца и пейзажного парка вокруг него спроектировал П. С. Садовников.
Башня была построена в 1835—1846 годах. Она возведена на искусственном холме, верхняя площадка строения была задумана как смотровая. Башня оформлена в готическом стиле, была главным украшением парка. В стенах сделаны стрельчатые арки, частью как бы разрушенные. Рядом с башней была сделана пристройка, ведущая в перекрытое сводами помещение, фасады облицованы блоками губчатого туфа, некоторые из которых обтёсаны, некоторые — нет.
Башня-руина и готический колодец были единственными сооружениями парка, сохранившимися во время войны. В 1960—1970-е годы сооружение использовалось для скалолазных тренировок.
Восстановление башни было произведено в 2016—2018 годах, вместе с ней был отремонтирован расположенный рядом грот. К моменту начала реставрации башня была в аварийном состоянии; при восстановлении были восстановлены утраченные фрагменты, на балконы установлены решётки с упрощённым в сравнении с оригинальным рисунком.